# Proprioseiopsis clausae
Proprioseiopsis clausae är en spindeldjursart som först beskrevs av Muma 1962.  Proprioseiopsis clausae ingår i släktet Proprioseiopsis och familjen Phytoseiidae. Inga underarter finns listade i Catalogue of Life.